# Трепуци
Трепу̀ци (на италиански: Trepuzzi, на местен диалект Trepuzze, Трепуце) е град и община в Южна Италия, провинция Лече, регион Пулия. Разположен е на 55 m надморска височина. Населението на общината е 14 672 души (към 2013 г.).